# Rudolf Scholz
Rudolf Scholz (10. února 1924 Horní Litvínov – 10. dubna 1945 Tain) byl československý občan německé národnosti a palubní navigátor 311. československé bombardovací perutě.

## Život

### Před druhou světovou válkou
Rudolf Scholz se narodil 10. února 1924 v Litvínově v německé rodině přádelnického mistra Karla Scholze a Berty, rozené Birke. Vychodil tři ročníky měšťanské školy. Jeho rodina byla protinacistického smýšlení a proto po na podzim 1938 po odstoupení českého pohraničí nacistickému Německu musela odejít ze Sudet do Prahy.

### Druhá světová válka
Již v první den německé okupace zbytku Československa 14. března 1939 byla rodina Rudolfa Scholze nucena opustit nově ustanovený Protektorát Čechy a Morava a přes Polsko odejít do Spojeného království, kde měla příbuzné. Zde Rudolf Scholz absolvoval jeden ročník Technical Colledge, poté studium ukončil a začal pracovat jako mechanik. V roce 1942 se přihlásil do řad Československé armády v zahraničí, ale díky nedůvěře k jeho německému původu byl do stavu zařazen až 30. dubna 1943 v Londýně. Dne 16. července téhož roku byl přijat do Royal Air Force, následně vycvičen na palubního mechanika a střelce a 4. listopadu 1944 zařazen do 311. československé bombardovací peruti. Jako její příslušník se poté účastnil protiponorkových hlídkových letů nad oceánem. Dne 10. dubna 1945 odstartoval jako člen posádky stroje Consolidated B-24 Liberator GR Mk.VI EV955 PP-D pod velením Josefa Simeta z letiště ve skotském Tainu k operačnímu letu. Letoun se krátce po startu zřítil kvůli závadě na umělém horizontu. Nehodu přežili tři členové posádky, Rudolf Scholz zahynul. Pohřben je na hřbitově svatého Jana Evangelisty ve Stoke Row. Dosáhl hodnosti četaře.

## Rodina
Během druhé světové války zemřela ve Spojeném království na zápal mozkových blan ve věku devíti let i sestra Rudolfa Scholze. Rodiče neměli po válce důvod se do Československa vracet, matka zemřela v Anglii, otec se poté přestěhoval do Německa.

## Posmrtná ocenění
- Rudolf Scholz byl in memoriam povýšen do hodnosti majora
- Rudolfu Scholzovi byla v roce 1992 na jeho rodném domě v Horním Litvínově odhalena pamětní deska, při rekonstrukci domu došlo později k jejímu odstranění[1]